# Patricia Guerrero (bailarina)

Patricia Pérez Guerrero (Albaicín, Granada, 27 de febrero de 1990) es una bailaora y coreógrafa española.

## Trayectoria
Comenzó a bailar a partir de tres años en la academia que dirigía su madre, la bailaora María del Carmen Guerrero. A la edad de quince años se incorporó al Centro de Estudios Flamencos que dirigía Mario Maya donde recorrió los teatros y festivales más importantes de España. En 2007, con tan sólo 17 años, se alza con el Premio Desplante en el Festival Internacional del Cante de las Minas(La Unión, Murcia). En 2010 entró en la Compañía de Rubén Olmo y, al año siguiente, se convirtió en primera bailarina del Ballet Flamenco de Andalucía. En 2013 estrenó su obra Latidos del agua en el teatro Alhambra de Granada  y un año después entró en la compañía de Belén Maya como artista invitada. En 2016, presentó Pórtico (preview de Catedral) dentro del XX Aniversario del Festival de Jerez, ese mismo año presenta Catedral en la XIX Bienal de Sevilla. En 2021 protagonizó La Bella Otero, como artista invitada del Ballet Nacional de España.
En 2021 recibe el Premio Nacional de Danza en la modalidad de Interpretación, concedido por el jurado por “la personalidad y fuerza de su arte, por haber sabido incorporar desde el flamenco más tradicional nuevas formas y estéticas en su baile, como se pone de manifiesto en sus últimos espectáculos, especialmente en su reciente interpretación de La Bella Otero, como artista invitada del Ballet Nacional de España”.
En 2023, se anunció que se haría cargo de la dirección artística del Ballet Flamenco de Andalucía, gracias a su obra "Tierra Bendita".

## Premios y reconocimientos
2021: Premio Nacional de Danza.
2019: Premios Max. Finalista Mejor Intérprete Femenina de Danza, Mejor Espectáculo de Danza, Mejor Coreografía.
2017: Premio Compás del Cante Joven.
2017: Premio Granada Coronada – Diputación de Granada.
2017: Premios Max. Nominación Mejor Intérprete Femenina de Danza.
2016: Giraldillo a Mejor Espectáculo en la Bienal de Sevilla.
2016: Premio Venencia Flamenca (Festival Flamenco de la Mistela) .